# ZIZZ STUDIO
ZIZZ STUDIO（ジズスタジオ）は、日本の音楽制作チーム。2003年に有限会社として設立、代表は磯江俊道。

## 来歴
結成のきっかけはPCゲーム『吸血殲鬼ヴェドゴニア』（ニトロプラス）の主題歌を、そこで知り合った仲間たちと作曲したことによる。
以後、ニトロプラスのゲーム作品の主題歌やBGMの制作、アーティストへの楽曲提供、プロデュースなどを数多く担当。各々のメンバーの得意分野を生かして活動している。

## ZIZZ STUDIOに所属・協力するメンバー
- 磯江俊道（代表）
- 江幡育子
- 立花泰彦
- 神保伸太郎
- 藤井陽一
- 佐々木しげそ
- 泉邦宏
- いとうかなこ
- 大山曜
- 伊東ヒロム
- 加藤敏樹
- 筒井香織
- 川越好博
- ワタナベカズヒロ
- A.m.u.

## 音楽を手がけた作品

### ゲーム
2002年
- 鬼哭街
- "Hello, world."

2003年
- 斬魔大聖デモンベイン
- 沙耶の唄

2004年
- 神樹の館
- シャマナシャマナ 〜月とこころと太陽の魔法〜

2005年
- 処女はお姉さまに恋してる
- 天使ノ二挺拳銃
- 咎狗の血
- 塵骸魔京
- 刃鳴散らす
- Lamento -BEYOND THE VOID-

2006年
- ナイトウィザード
- サバト鍋-Nitro Amusement Disc-
- 機神飛翔デモンベイン

2007年
- 月光のカルネヴァーレ
- 続・殺戮のジャンゴ
- ニトロ+ロワイヤル -ヒロインズデュエル-

2008年
- sweet pool

2009年
- ボクの手の中の楽園
- 装甲悪鬼村正

2010年
- クラシックダンジョン 〜扶翼の魔装陣〜

2011年
- クラシックダンジョンX2

2012年
- 魔法少女まどか☆マギカ ポータブル

2013年
- フェアリーフェンサー エフ

2015年
- 刀剣乱舞（2015年 - ）
- フェアリーフェンサー エフ ADVENT DARK FORCE
- GALTIA

2016年
- クラシックダンジョン 戦国
- 神獄塔 メアリスケルター

2017年
- きんとうか
- 深夜廻

2024年
- BAR ステラアビス

2025年
- クラシックダンジョンX3

### テレビアニメ
- おねがい☆ツインズ（2003年）
- 機神咆吼デモンベイン（2006年）
- 破天荒遊戯（2008年）
- Dies irae（2017年）

### OVA
- テイルズ オブ シンフォニア THE ANIMATION（2007年）

### Webラジオ
- SCRUM Radio〜らむらじ〜

### ドラマCD
- カオシックルーン（2007年、主題歌担当）
- Are you Alice?（2008年）
- 停電少女と羽蟲のオーケストラ（2009年）
- アクラナートの赤い糸（2017年）

### その他
- RETURN TO ZERO Fate/Zero Original Image Soundtrack（2007年）